# Leucania arcupunctata
Leucania arcupunctata là một loài bướm đêm trong họ Noctuidae.